# 德厚河
德厚河：位于中华人民共和国云南省文山市西北部，是盘龙河右岸支流，发源于薄竹镇老屋基村（旧属乐诗冲乡）以西的黄草坡，向北流过五色冲村后流入地下成为暗河，潜行于牛克大坡山地下约5千米，于德厚镇铁则村委会上期乌村小组以南的冷风洞及附近泉点溢出，汇聚成“德厚河”，干流向北经德厚镇铁则村、大龙村委会小龙村小组等地，至德厚村委会转东流，经乐西村委会、朝阳村委会、红甸回族乡平坝寨村委会牛腊冲新寨、马塘镇黑莫村委会红石岩下寨等地，于马塘镇汤坝村以北汇入盘龙河。河长55千米，落差1050米，流域面积567.1平方千米。年均径流量2.15亿立方米。在德厚河下游在建有文山州第一座大型水库—德厚水库，坝址位于马塘镇黑莫村委会下倮朵村小组西南。